# پل دیود

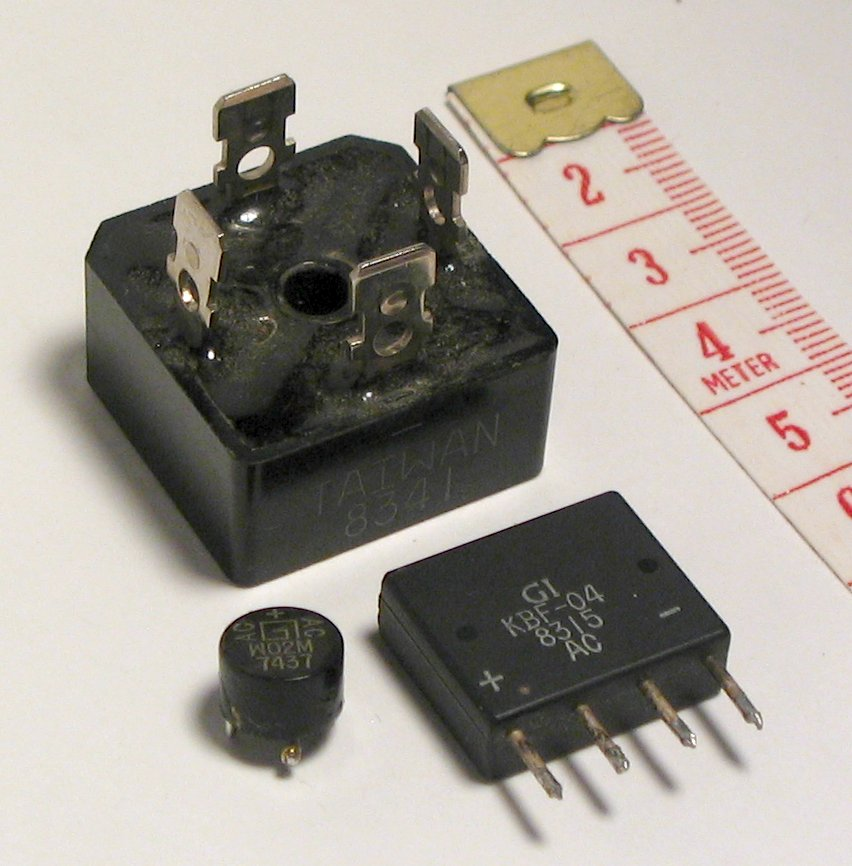
سه مدل از یکسوسازهای پل. معمولاً اندازهٔ یکسوساز با توانایی جریان‌دهی آن متناسب است.

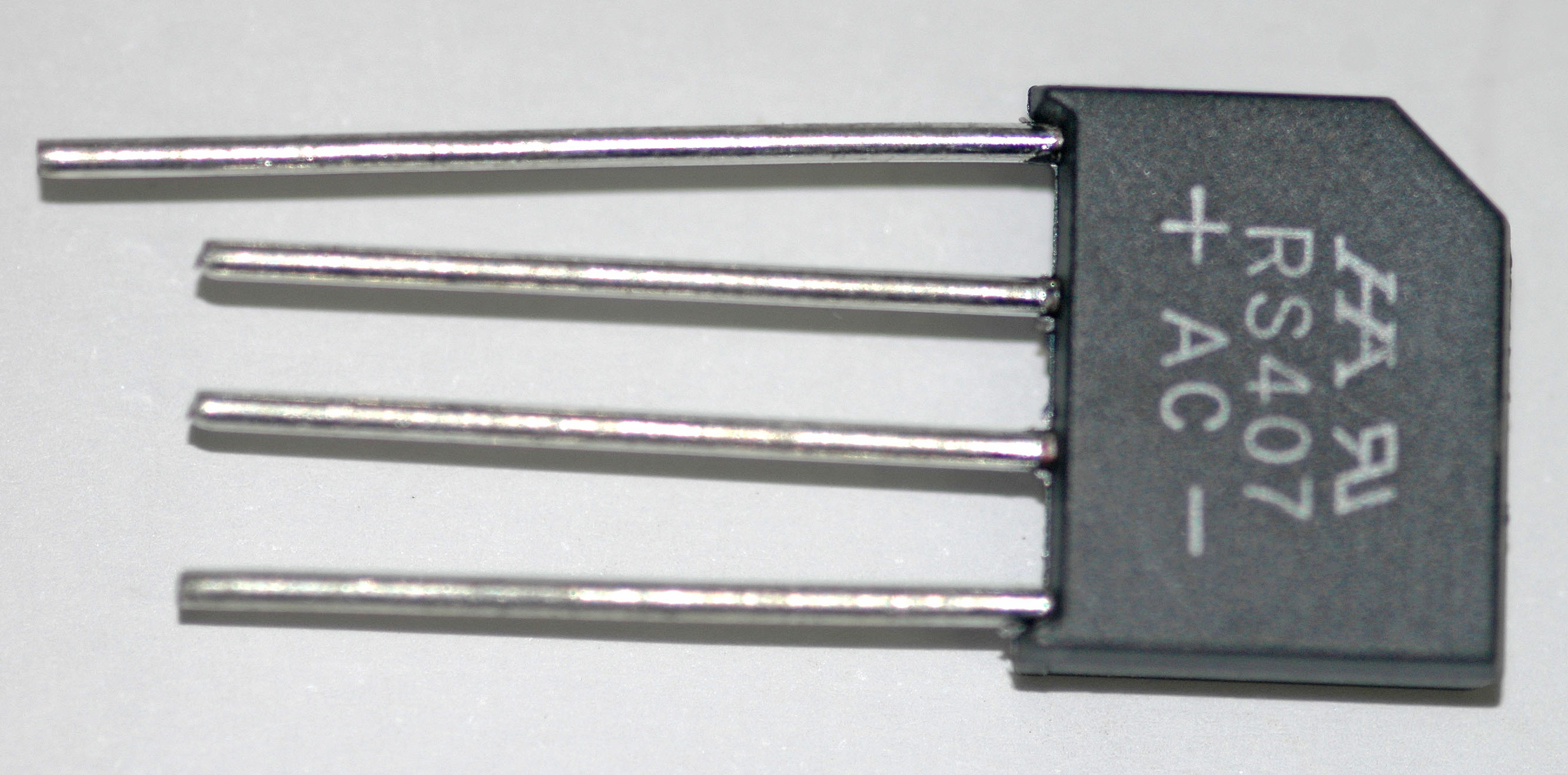
یک پل دیود ۱۰۰۰ ولت ۴ آمپر

پل دیود یا یکسوساز با پل دیودی، مداری است که با تغییردادن پلاریتهٔ تغذیهٔ ورودی آن، پلاریتهٔ خروجی آن تغییر نمی‌کند و معمولاً برای یکسوسازی جریان متناوب و به دست آوردن جریانِ مستقیمِ تمام‌موج استفاده می‌شود. این مدار نسبت به یکسوسازهای تمام موجی که از ترانسفورماتور سه‌سر بهره می‌برند هزینه و وزن کمتری دارد.
پل‌های دیودی را می‌توان برای ورودی‌های چندفاز متناوب مانند ورودی سه‌فاز گسترش داد. برای نمونه در یک یکسوساز نیم‌موج سه‌فاز از سه دیود و در یک یکسوساز تمام‌موج سه‌فاز از شش دیود برای تشکیل پل دیودی استفاده می‌شود.

پل‌ دیودها چهار سَر دارد، دو سر آن متعلق به ورودی اِی‌سی می‌باشد و دو سَر دیگر مربوط به خروجی دی‌سی می‌باشد.
پل دیود از ورودی خود یک سینوسی کامل را می‌گیرد و نیم سیکل مثبت آن را عبور می‌دهد ولی نیم سیکل منفی آن را به یک وارون کرده و یعنی به نیم سیکل مثبت تبدیل می‌کند. به عبارتی خروجی پل دیودی همواره نیم سیکل مثبت موجود است یعنی یک سر همیشه مثبت و سر دیگر همیشه منفی است.